# ۲٬۲-دی‌متوکسی-۲-فنیل‌استوفنون
۲،۲-دی‌متوکسی-۲-فنیل‌استوفنون (به انگلیسی: 2,2-Dimethoxy-2-phenylacetophenone) یک ترکیب شیمیایی با شناسه پاب‌کم ۹۰۵۷۱ است. 